# Liste von Übersetzern aus dem Russischen
Diese Liste enthält Übersetzer aus dem Russischen in Auswahl. Sie sollten mindestens zwei Bücher in einem anerkannten Verlag veröffentlicht haben.

## Liste
| Name                          | Lebensdaten     | Zielsprache       | Anmerkungen                                                                                  |
| ----------------------------- | --------------- | ----------------- | -------------------------------------------------------------------------------------------- |
| Əyyub Abbasov                 | 1905–1957       | Aserbaidschanisch | Belletristik (Marschak)                                                                      |
| Carl Abel                     | 1837–1906       | Deutsch           | Belletristik und Sachliteratur                                                               |
| Vesna Acevska                 | * 1952          | Mazedonisch       |                                                                                              |
| Arthur Adamov                 | 1908–1970       | Französisch       | Belletristik (Dostojewski, Gorki, Tschechow, Gogol)                                          |
| Sophie von Adelung            | 1850–1927       | Deutsch           | Erzählungen                                                                                  |
| Menno Aden                    | * 1942          | Deutsch           | Lyrik (Puschkin)                                                                             |
| Jenny Adler-Herzmark          | 1877–1950       | Deutsch           | Sachliteratur zur russischen Revolution von 1905                                             |
| Waltraud Ahrndt               | 1933–1999       | Deutsch           | Belletristik (Kanowitsch, Kuprin)                                                            |
| Gennadi Nikolajewitsch Aigi   | 1934–2006       | Tschuwaschisch    | Lyrik (Majakowski)                                                                           |
| August Albert                 | 1881–nach 1954  | Deutsch           | Belletristik (Puschkin, Awertschenko, Saltykow), Volksmärchen                                |
| Vera Albrecht                 | * 1927          | Deutsch           | Kinderliteratur (Tendrjakow, Michalkow)                                                      |
| Aris Alexandrou               | 1922–1978       | Griechisch        | Belletristik (Dostojewski, Gorki, Ehrenburg, Achmatowa)                                      |
| Artur Alliksaar               | 1923–1966       | Estnisch          | Belletristik (Jessenin, Achmatowa)                                                           |
| Mosche Altman                 | 1890–1981       | Jiddisch          | Belletristik (Ostrowski, Simonow)                                                            |
| Alfred Anderle                | 1925–1994       | Deutsch           | Sachliteratur (Rytschkow)                                                                    |
| Ott Arder                     | 1950–2004       | Estnisch          | Belletristik (Jerofejew, Sorokin)                                                            |
| Andreas Ascharin              | 1843–1896       | Deutsch           | Belletristik (Puschkin, Lermontow, Tolstoi, Gogol)                                           |
| Hermann Asemissen             | 1889–1965       | Deutsch           | Belletristik (Tolstoi)                                                                       |
| Erwin Johannes Bach           | 1897–1961       | Deutsch           | Belletristik und Sachliteratur                                                               |
| Algimantas Baltakis           | 1930–2022       | Litauisch         | Lyrik (Blok, Roschdestwenski, Jewtuschenko)                                                  |
| Ute Baum                      | 1937–2024       | Deutsch           | Dramen                                                                                       |
| Hans Baumann                  | 1914–1988       | Deutsch           | Belletristik (Achmatowa, Dostojewski, Krylow, Tolstoi)                                       |
| Sabine Baumann                | * 1966          | Deutsch           | Belletristik (Puschkin, Nabokov)                                                             |
| Maria Bechczyc-Rudnicka       | 1888–1982       | Polnisch          | Belletristik (Kornijtschuk, Fonwisin)                                                        |
| Adele Berger                  | 1866–1900       | Deutsch           | Belletristik (Tolstoi)                                                                       |
| Anya Berger                   | 1923–2018       | Englisch          | Belletristik und Sachliteratur                                                               |
| Cornelius Bergmann            | 1881–1951       | Deutsch           | Belletristik (Tolstoi, Korolenko)                                                            |
| Zdenka Bergrová               | 1923–2008       | Tschechisch       | Lyrik (Puschkin, Lermontow, Nekrassow, Jessenin, Pasternak)                                  |
| Herman Bernstein              | 1876–1935       | Deutsch           | Belletristik (Andrejew, Gorki, Tolstoi)                                                      |
| Karolina Beylin               | 1899–1977       | Polnisch          | Belletristik (Gorki, Soschtschenko)                                                          |
| Marian Leon Bielicki          | 1920–1972       | Polnisch          | Belletristik (Katajew, Gor, Tolstoi)                                                         |
| Sainab Biischewa              | 1908–1996       | Baschkirisch      | Belletristik (Turgenew, Tolstoi, Aksakow, Tschechow, Gorki)                                  |
| Vera Bischitzky               | * 1950          | Deutsch           | Belletristik                                                                                 |
| Friedrich von Bodenstedt      | 1819–1892       | Deutsch           | Belletristik (Puschkin, Lermontow, Kolzow)                                                   |
| Elisabeth Borchers            | 1926–2013       | Deutsch           | Belletristik (Majakowski, Puschkin)                                                          |
| Carl Friedrich von der Borg   | 1794–1848       | Deutsch           | Belletristik (Puschkin)                                                                      |
| Stefan Borg                   | * 1954          | Schwedisch        | Sachliteratur (Berdjajew, Schestow)                                                          |
| Kay Borowsky                  | * 1943          | Deutsch           | Belletristik (Achmatowa, Mandelstam, Chodassewitsch, Lermontow)                              |
| Boris Brainin                 | 1905–1996       | Deutsch           | Belletristik                                                                                 |
| Fiama Hasse Pais Brandão      | 1938–2007       | Portugiesisch     | Belletristik (Tschechow)                                                                     |
| Margit Bräuer                 | * um 1938       | Deutsch           | Belletristik (Dostojewski, Tolstoi)                                                          |
| Rolf Bräuer                   | 1933–2017       | Deutsch           | Belletristik (Maximow, Dostojewski)                                                          |
| Maximilian Braun              | 1903–1984       | Deutsch           | Belletristik und Sachliteratur                                                               |
| Ganna-Maria Braungardt        | * 1956          | Deutsch           | Belletristik (Akunin, Granin, Ulizkaja, Daschkowa, Kissina)                                  |
| Josef Chaim Brenner           | 1881–1921       | Hebräisch         | Belletristik (Dostojewski, Tolstoi)                                                          |
| Otto Buek                     | 1873–1966       | Deutsch           | Belletristik (Tolstoi), Sachliteratur (Herzen)                                               |
| Werner Buhss                  | 1949–2018       | Deutsch           | Belletristik (Gogol, Tschechow, Gebrüder Presnjakow)                                         |
| Zaza Burchuladze              | * 1973          | Georgisch         | Belletristik (Dostojewski, Charms)                                                           |
| Johann Heinrich Busse         | 1763–1835       | Deutsch           | Sachliteratur (Sarytschew)                                                                   |
| Augusto de Campos             | * 1931          | Portugiesisch     | Belletristik (Majakowski)                                                                    |
| Rafael Cansinos Assens        | 1882–1964       | Spanisch          | Belletristik (Dostojewski)                                                                   |
| Anna Maria Carpi              | * 1939          | Italienisch       | Sachliteratur (Trotzki)                                                                      |
| František Ladislav Čelakovský | 1799–1852       | Tschechisch       | Volkslieder                                                                                  |
| Paul Celan                    | 1920–1970       | Deutsch           | Belletristik (Blok, Chlebnikow, Jessenin, Jewtuschenko, Lermontow, Mandelstam, Tschechow)    |
| Andrej Chadanowitsch          | * 1973          | Belarussisch      | Belletristik (Aigi)                                                                          |
| Robert Conquest               | 1917–2015       | Englisch          | Belletristik (Solschenizyn)                                                                  |
| Peter Constantine             | * 1963          | Englisch          | Belletristik (Babel, Gogol, Tolstoi, Tschechow)                                              |
| Charles Fillingham Coxwell    | 1856–1940       | Englisch          | Volksmärchen                                                                                 |
| Gastão Cruz                   | 1941–2022       | Portugiesisch     | Belletristik (Tschechow)                                                                     |
| Heinz Czechowski              | 1935–2009       | Deutsch           | Nachdichtungen (Achmatowa, Lermontow, Zwetajewa)                                             |
| Tsendiin Damdinsüren          | 1903–1986       | Mongolisch        | Belletristik (Puschkin, Lermontow, Majakowski)                                               |
| Simin Daneschwar              | 1921–2012       | Persisch          | Belletristik (Tschechow)                                                                     |
| Božidar Debenjak              | * 1935          | Slowenisch        | Sachliteratur (Lenin)                                                                        |
| Waldemar Dege                 | 1934–1999       | Deutsch           | Sachliteratur                                                                                |
| Lucia Demetrius               | 1910–1992       | Rumänisch         | Belletristik (Turgenew, Bianki, Bunin)                                                       |
| Marguerite Derrida            | 1932–2020       | Französisch       | Belletristik (Gorki)                                                                         |
| Babette Deutsch               | 1895–1982       | Englisch          | Belletristik (Puschkin, Pasternak)                                                           |
| Otto Dietze                   | 1927–2019       | Deutsch           | Schachliteratur                                                                              |
| Leonid Dimov                  | 1926–1987       | Rumänisch         | Belletristik (Bely, Lermontow)                                                               |
| Zbigniew Dmitroca             | * 1962          | Polnisch          | Lyrik (Achmatowa, Blok, Brodsky, Chodassewitsch, Zwetajewa, Gumiljow, Jessenin, Wyssozki)    |
| Gisela Drohla                 | 1924–1983       | Deutsch           | Belletristik (Pasternak, Samjatin, Olescha, Dudinzew, Kawerin, Aitmatov, Schalamow, Tolstoi) |
| Uladsimir Dubouka             | 1900–1976       | Belarussisch      | Lyrik (Brjussow)                                                                             |
| Charles Duff                  | 1894–1966       | Englisch          | Belletristik (Gorki)                                                                         |
| Ralph Dutli                   | * 1954          | Deutsch           | Belletristik (Mandelstam, Zwetajewa, Brodsky)                                                |
| Wolf Düwel                    | 1923–1993       | Deutsch           | Belletristik (Tschechow)                                                                     |
| Bettina Eberspächer           | * 1957          | Deutsch           | Belletristik (Achmatowa, Zwetajewa)                                                          |
| Welta Ehlert                  | * 1929          | Deutsch           | Science-Fiction (Gebrüder Strugazki)                                                         |
| Alexander Eliasberg           | 1878–1924       | Deutsch           | Belletristik, viele Übersetzungen                                                            |
| Israel Isidor Eljaschoff      | 1873–1924       | Jiddisch          | Belletristik (Tolstoi, Turgenew)                                                             |
| Juri Elperin                  | 1917–2015       | Deutsch           | Belletristik, zahlreiche Übersetzungen                                                       |
| Gültekin Emre                 | * 1951          | Türkisch          | Belletristik (Majakowski, Gorki)                                                             |
| Michael Engelhard             | 1936–2016       | Deutsch           | erste vollständige Übersetzung der Gedichte Puschkins ins Deutsche                           |
| Leszek Engelking              | 1955–2022       | Polnisch          | Belletristik (Zwetajewa, Schalamow)                                                          |
| Elke Erb                      | 1938–2024       | Deutsch           | Belletristik (Jurjew, Rosow, Zwetajewa)                                                      |
| Arnica Esterl                 | * 1933          | Deutsch           | Belletristik (Tolstoi)                                                                       |
| Alexander Estis               | * 1986          | Deutsch           | Belletristik (Chemlin, Schulgina)                                                            |
| Etta Federn-Kohlhaas          | 1883–1951       | Deutsch           | Belletristik (Kollontai)                                                                     |
| Elaine Feinstein              | 1930–2019       | Englisch          | Lyrik (Zwetajewa)                                                                            |
| Michael Feofanoff             | 1873–1919       | Deutsch           | Belletristik                                                                                 |
| Christoph Ferber              | * 1954          | Deutsch           | Belletristik (Iwanow, Lermontow, Sologub, Tjuttschew)                                        |
| Friedrich Fiedler             | 1859–1917       | Deutsch           | Poesie des 19. Jahrhunderts (Lermontow, Tolstoi, Puschkin, Nekrassow, Tjuttschew)            |
| Rolf Fieguth                  | * 1941          | Deutsch           | wissenschaftliche und literarische Werke                                                     |
| Ladislav Fikar                | 1920–1975       | Tschechisch       | Dramen (Arbusow, Tschechow, Jessenin, Pasternak)                                             |
| Mojsej Fischbejn              | 1946–2020       | Ukrainisch        | Lyrik (Woloschin, Twardowski)                                                                |
| Reinhard E. Fischer           | * 1937          | Deutsch           | Belletristik (Strugazki, Leontjew)                                                           |
| Ilse Fogarasi Béláné          | 1885–1972       | Deutsch           | Dramen (Afinogenow, Gorki)                                                                   |
| Georg Forster                 | 1754–1794       | Deutsch           | Sachliteratur (Lomonossow)                                                                   |
| Ilse Frapan                   | 1849–1908       | Deutsch           | Belletristik (Gorki, Tolstoi)                                                                |
| Michael Frayn                 | * 1933          | Englisch          | Belletristik (Tschechow, Trifonow)                                                           |
| David Frischmann              | 1859–1922       | Hebräisch         | Lyrik (Puschkin)                                                                             |
| Futabatei Shimei              | 1864–1909       | Japanisch         | Belletristik (Gogol, Turgenew)                                                               |
| Rassul Gamsatowitsch Gamsatow | 1923–2003       | Awarisch          | Belletristik (Puschkin, Lermontow, Majakowski, Jessenin)                                     |
| Constance Garnett             | 1861–1946       | Englisch          | Belletristik (Dostojewski, Turgenew, Tolstoi, Gogol, Gontscharow, Ostrowski, Herzen)         |
| Swetlana Geier                | 1923–2010       | Deutsch           | Belletristik (Dostojewski)                                                                   |
| Sergej Gladkich               | * 1952          | Deutsch           | Belletristik (Gogol, Mandelstam, Pasternak, Samjatin)                                        |
| Bruno Goetz                   | 1885–1954       | Deutsch           | Belletristik (Tolstoi, Gogol)                                                                |
| Wilhelm Goldschmidt           | 1841–nach 1921  | Deutsch           | Märchen                                                                                      |
| Katia Granoff                 | 1895–1989       | Französisch       | Lyrik                                                                                        |
| Conrad Grau                   | 1932–2000       | Deutsch           | Sachliteratur                                                                                |
| Wolfgang E. Groeger           | 1882–1950       | Deutsch           | Belletristik (Puschkin, Blok, Tolstoi, Kallinikow)                                           |
| Uwe Grüning                   | 1942–2024       | Deutsch           | Belletristik (Mandelstam, Brjussow, Achmatowa, Tjuttschew, Fet)                              |
| Johannes von Guenther         | 1886–1973       | Deutsch           | Belletristik, zahlreiche Übersetzungen                                                       |
| Wilhelm Henckel               | 1825–1910       | Deutsch           | Belletristik, zahlreiche Übersetzungen                                                       |
| Richard Hoffmann              | 1892–1961       | Deutsch           | Belletristik                                                                                 |
| Korfiz Holm                   | 1872–1942       | Deutsch           | Belletristik                                                                                 |
| Alexander Kaempfe             | 1930–1988       | Deutsch           | Belletristik                                                                                 |
| Elisabeth Kaerrick            | 1886–1966       | Deutsch           | Belletristik (Dostojewski)                                                                   |
| Wolfgang Kasack               | 1927–2003       | Deutsch           | Belletristik                                                                                 |
| Alexis von Krusenstjerna      | 1859–1909       | Deutsch           | Belletristik                                                                                 |
| Hope Mirrlees                 | 1887–1978       | Englisch          |                                                                                              |
| Erich Müller-Kamp             | 1897–1980       | Deutsch           | Belletristik                                                                                 |
| Vladimir Nabokov              | 1899–1977       | Englisch          | Belletristik (Puschkin, Lermontow)                                                           |
| Alexander Nitzberg            | * 1969          | Deutsch           |                                                                                              |
| Thomas Reschke                | * 1932          | Deutsch           | Belletristik (Bulgakow)                                                                      |
| Boris Reitschuster            | * 1971          | Deutsch           | politische Texte (Gorbatschow, Nemzowa)                                                      |
| Hermann Röhl                  | 1851–1923       | Deutsch           | Belletristik, zahlreiche Übersetzungen                                                       |
| Eugen Ruge                    | * 1954          | Deutsch           | Belletristik (Tschechow)                                                                     |
| Xaver Schaffgotsch            | 1890–1979       | Deutsch           | Belletristik                                                                                 |
| Eduard Schiemann              | 1885–1942       | Deutsch           | Belletristik                                                                                 |
| August Scholz                 | 1857–1923       | Deutsch           | Belletristik (Dostojewski, Gorki, Tolstoi, Tschechow), zahlreiche Übersetzungen              |
| Lazar Steinmetz               | 1920–2013       | Deutsch           | Belletristik                                                                                 |
| Elisabeth Thiemann            | um 1885–um 1979 | Deutsch           | Belletristik                                                                                 |
| Peter Urban                   | 1941–2013       | Deutsch           | Belletristik (Tschechow), auch Herausgeber                                                   |